# إينوك ريس
إينوك ريس هو سياسي أمريكي، ولد في 25 مايو 1813، وتوفي في 20 يوليو 1876.